# Верхнеколымск
Верхнеколымск — село в Верхнеколымском улусе Республики Саха.
Расположено на левом берегу реки Ясачная недалеко от места её впадения в Колыму и вблизи посёлка Зырянка.

## История
Первые сведения о селе появились в середине XVII века после совместной экспедиции отрядов Дмитрия Михайловича Зыряна, Михаила Васильевича Стадухина и Семёна Ивановича Дежнёва по реке Колыма, состоявшейся в 1634 году. Через тринадцать лет после прохождения по Колыме первых казачьих отрядов — в 1647 году — на берегу впадающей в Колыму речки Ясачной было построено Верхнеколымское зимовье. Потому 1647 год считается годом основания села.
В первой половине XVIII века в зимовье стало много казаков и оно стало острогом; иногда его называли крепостью. Казаки, кроме сбора ясака, занимались доставкой грузов от верховья Колымы до Нижнеколымска. В 1786 году в остроге расположилась экспедиция капитана Биллингса. Экспедиция строила суда для морского плавания. В конце мая 1787 суда «Ясашка» и «Палас» снялись с якоря и отправились по реке к морю. В 1775 году Верхнеколымский острог вошёл в состав Среднеколымского комиссарства, а с образованием Колымского округа острог был упразднён и руководство им было передано среднеколымской администрации. Весь XIX век в истории Верхнеколымска неразрывно связан со ссыльными. Как известно, Колыма считалась наиболее приемлемым местом для политической ссылки. С 13 ноября примерно по декабрь 1826 года — в селе находился в ссылке декабрист Михаил Александрович Назимов (1801—1888). В Верхнеколымске отбывал политическую ссылку член РСРП Сергей Иванович Мицкевич, первый врач на Севере Якутии. Заботами Мицкевича в 1903 году в Верхнеколымске открыт первый фельдшерский пункт с приёмным покоем.

## Население
| 1989 | 2002 | 2010 | 2012 | 2013 | 2014 | 2015 |
| ---- | ---- | ---- | ---- | ---- | ---- | ---- |
| 500  | ↘355 | ↗365 | ↘362 | ↘352 | ↘348 | ↘338 |
| 2016 | 2017 | 2018 | 2019 | 2020 | 2021 |      |
| ↗345 | ↗347 | ↘344 | →344 | ↗347 | ↘335 |      |

## Экономика
В селе — центральная усадьба совхоза «Верхнеколымский», основные производства — мясное табунное коневодство, оленеводство и промыслы (рыбный и пушной). 

## Культура
Имеются клуб, дом-музей Ивана Дементьевича Черского — исследователя Сибири, русского учёного, геолога и географа. В 1864 году в Верхнеколымске появилась Петропавловская церковь. Сегодня в улусном музее, в качестве экспоната, стоит колокол церкви. Изготовлен он был в Ярославле. Церковь сохранилась до наших дней в сильно перестроенном виде (жилой дом). Рядом с церковью в 2007 году воздвигнут памятный крест в честь 360-летия села.

## Галерея
- Ул. Советская, 4
- ФАП
- Дом на набережной
- Узел связи Билайн
- Поворот в сторону Верхнеколымска